# Ti amo come un pazzo

Copertina alternativa del disco

Ti amo come un pazzo è un album in studio della cantante italiana Mina. È stato pubblicato e distribuito il 21 aprile 2023 dall'etichetta discografica PDU su LP, su CD e in formato digitale. La versione in vinile conta 10 tracce contro le 12 dei formati CD e digitale.

## Descrizione
L'album è stato presentato dal produttore Massimiliano Pani come un  "disco-feuilleton", composto da brani che parlano esclusivamente d'amore come se fossero un fotoromanzo «che accarezza tanti mondi musicali, dal triste al bello, fino a quello che finisce bene e quello che invece va male». Contiene vari generi, «dalla canzone d’amore drammatica e intensa ai pezzi ironici, dalla ballad raffinata alla canzone rock e al bolero.»
Il disco è composto da 12 brani per l'edizione su compact disc e in formato digitale, e da 10 brani per la versione su vinile. Gli arrangiamenti sono stati curati da Massimiliano Pani, Ugo Bongianni e Franco Serafini. Anche la produzione è di Massimiliano Pani, tranne per la traccia Un briciolo di allegria, prodotta da Michelangelo, autore del pezzo insieme a Blanco con il quale Mina duetta.
Due canzoni dell'album sono cover: Don Salvato', in napoletano, già incisa dal suo autore Enzo Avitabile nel 2009 per il suo album Napoletana, e Tutto quello che un uomo di Sergio Cammariere, presentata al Festival di Sanremo 2003 dove arrivò terza. Il disco contiene anche due pezzi presenti in due produzioni di Ferzan Özpetek, Buttare l'amore - tema della serie tv Le fate ignoranti - e l'inedita Povero amore, presente nel nuovo film del regista turco Nuovo Olimpo, uscito nel novembre 2023 per Netflix.
La canzone L'orto era stata inviata a Mina prima del 2018, anno in cui fu presentata da uno dei suoi autori, Mattia Lezi, alle selezioni della 12ª edizione di X-Factor.

## Edizioni
L'album, lanciato come pre-order dal sito ufficiale della PDU già dal mese di marzo, è stato distribuito in vari formati: vinile, compact disc e digitale. Nel formato long playing, l'album è stato pubblicato su vinile nero e - in edizione limitata - su vinile "crystal", su vinile azzurro e in una edizione con copertina alternativa. Nella tracklist su vinile, non sono state inserite le canzoni La gabbia e  Povero amore.

## Promozione
Il disco è stato anticipato dal singolo Un briciolo di allegria, in rotazione radiofonica a partire dal 14 aprile 2023. La canzone è contenuta anche nell'album Innamorato di Blanco, pubblicato lo stesso giorno. Del brano è stato girato anche un video in bianco e nero diretto da Simone Peluso.
La traccia Buttare l'amore, tema della serie televisiva Le fate ignoranti di Ferzan Ozpetek uscita su Disney+ il 13 aprile 2022, non è mai comparsa né su disco né in streaming prima della pubblicazione di questo album.

## Tracce
1. Buttare l'amore – 4:18 (Matteo Mancini, Gianni Bindi)
2. Come la Luna – 3:23 (Leonardo Filippo Garilli, Luca Rustici)
3. Don Salvato' – 3:30 (Vincenzo Avitabile)
4. Fino a domani – 4:40 (Federico Spagnoli)
5. Zum pa pa – 4:10 (testo: Alessandro Baldinotti – musica: Paolo Hollesch, Riccardo Del Turco)
6. Tutto quello che un uomo – 4:26 (testo: Roberto Kunstler – musica: Sergio Cammariere)
7. L'orto – 4:28 (testo: Mattia Lezi, Matteo Santarelli – musica: Mattia Lezi)
8. Lascia – 4:47 (Antonio Maio)
9. Non ho più bisogno di te – 4:05 (testo: Viola Serafini – musica: Franco Serafini)
10. Un briciolo di allegria (con Blanco) – 4:06 (Riccardo Fabbriconi, Michele Zocca)
11. La gabbia (solo CD e download digitale) – 4:11 (Maurizio Morante)
12. Povero amore (solo CD e download digitale) – 5:30 (Fabrizio Berlincioni, Mauro Culotta)

## Classifiche
| Classifica (2023) | Posizione massima |
| ----------------- | ----------------- |
| Italia            | 4                 |